# Nifon (Mihăiță)
Nifon, imię świeckie Nicolae Mihăiță (ur. 5 stycznia 1944 w Cretesti-Vidra) – rumuński biskup prawosławny.

## Życiorys
Wykształcenie teologiczne uzyskał w seminarium w Bukareszcie oraz w Instytucie Teologicznym miejscowego uniwersytetu, gdzie ukończył studia w 1969. W latach 1969–1971 uczył się na studiach doktoranckich, specjalizując się w języku hebrajskim i Piśmie Świętym Starego Testamentu. Następnie w celu kontynuacji studiów wyjeżdżał do Londynu, Oksfordu i Jerozolimy, by uzyskać w Londynie stopień magistra (ang. master) teologii. Specjalizacyjne studia odbywał następnie w Genewie w latach 1977–1978.
W latach 1975–1980 był wykładowcą seminarium duchownego w Bukareszcie, a następnie pracował w stosunków zewnętrznych Patriarchatu Rumuńskiego.
W 1990 złożył w monasterze Cernica wieczyste śluby mnisze, po czym został wyświęcony na hieromnicha w monasterze Antyma w Bukareszcie. Natychmiast po tym otrzymał godność archimandryty i wyjechał do Kanady, by służyć w parafiach rumuńskich. Od 1981 do 1985 był również radcą patriarchy w kościelnym wydziale stosunków zewnętrznych.
24 listopada 1985 przyjął chirotonię biskupią jako osobisty wikariusz patriarszy, z tytułem biskupa ploiesteńskiego, skierowany do pracy w wydziale stosunków zewnętrznych Kościoła. Wielokrotnie reprezentował Rumuński Kościół Prawosławny w czasie wizyt w innych Cerkwiach autokefalicznych, brał udział w dialogu ekumenicznym, w szczególności z anglikanami. Działał w światowych organizacjach prawosławnej młodzieży.
W 1994 został pierwszym ordynariuszem nowo utworzonej eparchii Slobozii i Calarasi. Pięć lat później mianowano go arcybiskupem Târgoviște. Na katedrze tej zainicjował remont soboru katedralnego oraz cerkwi Kretzulescu, wzniósł 35 nowych świątyń, rozwijał działalność szkół i instytutów teologicznych. W 2008, w uznaniu całokształtu jego działalności, Święty Synod Rumuńskiego Kościoła Prawosławnego nadał mu honorową godność metropolity.
Autor szeregu publikacji o tematyce starotestamentowej i ekumenicznej.